# Konstantin Pawlowitsch Buteiko
Konstantin Pawlowitsch Buteiko (russisch Константин Павлович Бутейко, ukrainisch Kostjantyn Pawlowytsch Butejko, Kostjantyn Pawlowytsch Butejko, auch Buteyko transkribiert; * 27. Januar 1923 in Iwaniza bei Kiew; † 2. Mai 2003 in Moskau) war ein ukrainischer Mediziner, der hauptsächlich im Russland der Sowjetunion wirkte.

## Leben
Der in der Ukraine geborene Wissenschaftler und praktizierende Arzt entwickelte eine Therapie gegen Zivilisationskrankheiten wie Asthma, Allergien und Blutdruckbeschwerden, die ohne Medikamente auskommt und als Buteyko-Methode in Russland weit verbreitet ist.
Als grundlegende Ursache für die genannten Beschwerden vermutete er chronisches Hyperventilieren. Dadurch werde die Kohlendioxidkonzentration im Blut zu niedrig, was wiederum einen negativen Effekt auf den Stoffwechsel habe.
Buteiko arbeitete ab 1962 als Laborleiter in Nowosibirsk in der sibirischen Niederlassung der UdSSR-Akademien für medizinische Forschung am Institut für Experimentelle Biologie und Medizin. In dieser Zeit beschrieb er einen Mechanismus im menschlichen Körper, der dem negativen Effekt von Überatmung entgegenwirkt, wobei andere Funktionen und Mechanismen des Körpers „geopfert“ werden. Ohne diesen Mechanismus würde ein Mensch, der zu viel Luft atmet, nicht länger als 10 Minuten überleben.
In der darauf folgenden Zeit entwickelte er unter anderem eine Methode, die darauf beruht, flacher zu atmen und die Atmung dadurch wieder zu normalisieren. Diese Methode fand in Russland großen Anklang.
Im Jahre 1988 gründete er die Buteiko-Klinik in Moskau, eine der ersten privaten medizinischen Einrichtungen in der ehemaligen UdSSR.